# زوکو
پادشاه آتش زوکو (به انگلیسی: fire Lord Zuko) یا شاهزاده زوکو ( prince Zuko) یک شخصیت خیالی در مجموعهٔ انیمیشنی تلویزیونی نیکلودئون آواتار: آخرین بادافزار است. این شخصیت که توسط مایکل دانته دی‌مارتینو و برایان کونیتزکو خلق شده است، صداپیشگی این شخصیت را دانته باسکو در آواتار: آخرین بادافزار، بروس دیویسون در افسانه کورا انجام داده‌اند، و دو پتل در فیلم آخرین بادافزار آن را به تصویر کشیده است. دالاس لیو در اقتباس لایو اکشن نتفلیکس از آواتار: آخرین بادافزار نقش او را بازی می کند.   
زوکو جانشین و پسر ارشد پادشاه اوزای و برادر بزرگتر شاهزاده آزولا است . او در مبارزه تن به تن توسط پدرش سوزانده و تبعید شد و به گفته خودش برای بازگرداندن آبرو و افتخار از دست رفته باید آواتار را دستگیر کند. در مدت تبعید زوکو ، عموی او آیرو همیشه به او کمک میکند تا او را به رستگاری برساند.
در طول سریال زوکو همواره به دنبال اسارت آواتار بود تا بتواند افتخار خودش را برگرداند اما با گذشت زمان او باور سابق اش را از دست میدهد و از اعمال پیشین خود شرمسار میشود و به نتیجه میرسد که او افتخار خود را هرگز از دست نداده و تنها کسی که نسبت به او حق پدری انجام داده عموی اش آیرو بوده نه پادشاه اوزای ، در نهایت او به گروه آواتار ملحق میشود تا به آنگ مهارت کنترل کردن آتش را یاد بدهد.